# Kenny Clarke
Kenny Clarke, detto Klook (nato Kenneth Clarke Spearman, nome poi cambiato in Liaqat Ali Salaam; Pittsburgh, 9 gennaio 1914 – Parigi, 26 gennaio 1985), è stato un batterista statunitense, uno dei principali innovatori dello stile bebop.

## Biografia
Proveniente da una famiglia di musicisti, Clarke iniziò la sua carriera suonando con Roy Eldridge nel 1935. Dopo essersi trasferito a New York, Kenny divenne il batterista stabile del Minton's Playhouse all'inizio degli anni 1940 e, come tale, prendeva regolarmente parte alle famose jam session che vi si svolgevano a tarda ora, nelle quali prese forma lo stile che fu poi detto bebop. A Clarke (che per questo venne soprannominato "Klook" o "Klook-mop") viene attribuito il merito di aver dato vita alla tecnica di usare il piatto ride per tenere il tempo (la tecnica standard - che Clarke chiamava "spalare il carbone" - era fino ad allora di tenere il tempo sul rullante e sulla cassa).
(Ed Thigpen)
A partire dal 1951, Clarke fu per un certo periodo il batterista di studio della Savoy Records, che gli permise di figurare su un gran numero di fondamentali registrazioni. Negli stessi anni fu tra i membri fondatori del Modern Jazz Quartet: sostituito nel 1955 da Connie Kay.
Clarke emigrò  a Parigi dove nel 1965 fondò insieme a Dante Agostini una scuola di batteria di cui fino al 1972, il maestro italiano Enrico Lucchini fu primo assistente-insegnante.
Dal 1968, Kenny Clarke ha fatto parte per 10 anni del quartetto d'organo del clarinettista Jean-Christian Michel, con il quale ha registrato cinque album e ha tenuto numerosi concerti in Europa.
A Parigi  continuò a suonare con i musicisti americani di passaggio, formando anche a questo scopo un trio, "The Bosses", con Bud Powell al piano e Pierre Michelot al basso. Nel 1961, su idea del produttore italiano Gigi Campi, Clarke fondò, assieme al pianista belga Francy Boland, una vera e propria big band con musicisti Europei e Americani, una formazione che fu in attività per undici anni.
Dopo questa esperienza, Clarke continuò un'attività free-lance fino alla sua morte.